# Pruszowice

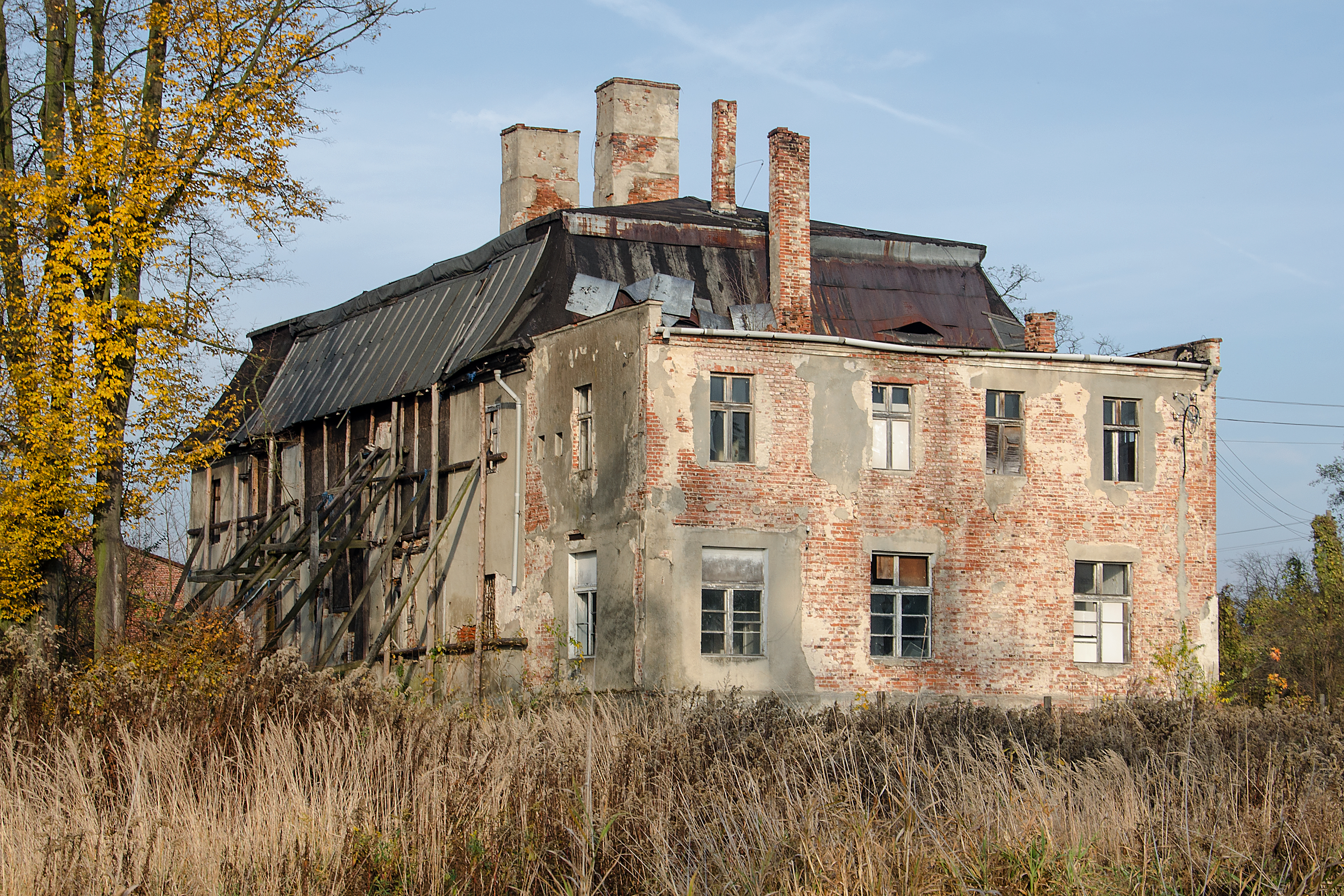
Schloss

Pruszowice (deutsch Bruschewitz, 1937–1945 Möwengrund) ist ein Dorf in der Landgemeinde Długołęka (Langewiese) im Powiat Wrocławski der Woiwodschaft Niederschlesien in Polen.

## Geschichte
Nach dem Ersten Schlesischen Krieg fiel Bruschewitz mit dem größten Teil Schlesiens an Preußen. 1845 war das Dorf in Besitz eines Baron von Strachwitz und zählte 22 Häuser, 192 Einwohner (21 katholisch und der Rest evangelisch), ein herrschaftliches Schloss, ein Treibhaus mit Orangerie, ein großes Vorwerk, eine Erbscholtisei, eine Windmühle, eine Ziegelei und eine Brau- und Brennerei. Bruschewitz war evangelisch und katholisch nach Lossen gepfarrt. Bis 1945 gehörte Bruschewitz zum Landkreis Trebnitz. Bruschewitz gehörte zum Amtsbezirk Bischwitz.
1937 erfolgte die Umbenennung der Gemeinde in Möwengrund. Mit der Übernahme durch sowjetischen Truppen nach dem Zweiten Weltkrieg 1945 und polnische Administration wurde Möwengrund in Pruszowice umbenannt. Die deutschen Einwohner wurden, soweit sie nicht vorher geflohen waren, 1945/46 vertrieben. Die neu angesiedelten Bewohner stammten teilweise aus Ostpolen, das an die Sowjetunion gefallen war. Heute gehört Długołęka zur Landgemeinde Długołęka und hat etwa 600 Einwohner. Ortsvorsteherin ist Danuta Michalska.

## Sehenswürdigkeiten
- Schloss Bruschewitz